# Jayce Olivero
Jayce Mascarenhas-Olivero (ur. 2 lipca 1998) – gibraltarski piłkarz grający na pozycji obrońcy w St Joseph’s F.C..

## Kariera klubowa
Jest wychowankiem Lions Gibraltar F.C., którego zawodnikiem został w wieku 5 lat. W 2015 został włączony do pierwszej drużyny. W październiku 2016 przeszedł do grającego w Hellenic League Division One West (10. liga angielska) Abingdon United F.C.. W maju 2019 przeszedł do Europa FC. 30 sierpnia 2023 został zawodnikiem duńskiego FC Helsingør, z którym podpisał kontrakt na jeden rok. 18 stycznia 2024 powrócił do ligi gibraltarskiej – został piłkarzem St Joseph’s F.C..

## Kariera reprezentacyjna
W reprezentacji Gibraltaru zadebiutował 23 marca 2016 w zremisowanym 0:0 meczu z Liechtensteinem.
7 października 2020 w przegranym 0:2 meczu z Maltą pełnił funkcję kapitana.